# Michael Walsh
Pour l’article homonyme, voir Michael Walsh (dessinateur).
Michael A. Walsh (né le 23 octobre 1949 à Jacksonville) est un critique musical, écrivain et scénariste américain. 

## Biographie

### Carrière
Son premier roman est publié en juillet 1997.
Son roman And All the Saints (2003) remporte l'American Book Award for Fiction en 2004.
Il écrit le scénario de Cadet Kelly en 2002.